# Celerena flavotogata
Celerena flavotogata är en fjärilsart som beskrevs av Arnold Pagenstecher 1896. Celerena flavotogata ingår i släktet Celerena och familjen mätare. Inga underarter finns listade i Catalogue of Life.